# Simfonia en la (Pizzetti)
La Simfonia en la (nom oficial en italià: Sinfonia in A in celebrazione del XXVIo centenario della fondazione dell'Impero giapponese) és una simfonia composta per Ildebrando Pizzetti l'any 1940. Va ser encarregada pel govern de l'Imperi del Japó per celebrar el 2.600 aniversari de l'era imperial.
S'ha publicat com a "Simfonia en la" des del moment de la seva primera interpretació fins a l'actualitat, però la primera edició de la partitura completa d'aquesta peça publicada per la Societat de la Celebració del 2.600 aniversari, està escrit com "Simfonia en la major".

## Història de la composició
El 1940, quan el govern japonès va encarregar a Alemanya, França, Itàlia, Hongria, el Regne Unit i els Estats Units la composició de música de celebració per al 2.600 aniversari, el govern italià el va nomenar com a compositor per a la música de celebració Pizzetti era aleshores director del Conservatori de Milà.
Les dates exactes de la composició no estan clares, però la partitura es va lliurar al Japó a través d'organitzacions relacionades el juliol de 1940, de manera que sembla que s'havia completat abans.

## Estrena
Va ser interpretada per primera vegada el 7 de desembre de 1940 per l'Orquestra Simfònica del 2.600 Aniversari, dirigida per Gaetano Comelli, en un concert només per a convidats al Teatre Kabuki-za de Tòquio.
Es va estrenar públicament el 14 de desembre del mateix any, també al Teatre Kabuki-za, amb el mateix director i orquestra que el 7 de desembre. Es va tornar a representar el 15 de desembre a Tokyo Kabukiza i els dies 26 i 27 de desembre a Osaka Kabukiza.
El 19 de desembre es va emetre a tot el país a la ràdio JOAK des del Broadcasting Center Studio 1.

## Instrumentació
2 flautes, 1 flautí, 2 oboès, 1 trompa anglesa, 2 clarinets, 1 clarinet baix, 2 fagots, 1 contrafagot, 4 trompes, 3 trompetes, 3 trombons, 1 tuba, timbals, tambor gran, tam-tam, tambor petit tamborí, plats, 2 arpes, celesta, 6 cordes.
A diferència de l'arranjament habitual d'orquestra de corda, la part de viola està escrita en dues parts, la primera i la segona.

## Composició musical
Tot i que el títol és `"Simfonia en la major'', és simplement que la nota tònica de totes les peces és la, i no hi ha cap moviment escrit completament en la major.

### 1r moviment Andante ma non troppo sostenuto ma teso - (Allegro)
La menor (per ser exactes, mode frigi amb la com a tònica), temps de 3/4. Forma sonata amb introducció.
Al principi, trompa i fagot a l'uníson presenten un tema circular com el cant gregorià. Quan les cordes i els instruments de vent-fusta s'uneixen, s'arriba al primer cim i comença la part principal de l'Allegro. Immediatament després de la presentació del primer tema en la menor, apareix un segon tema semblant a una fanfàrria a la trompa. Aquests dos temes i el tema circular s'utilitzen per formar la forma sonata. La secció ampliada és relativament llarga. A l'apartat de recreació, es recrea el primer tema amb alguns canvis, guiats per la fanfàrria del segon tema. Acaba tranquil·lament en la menor. Temps d'actuació aproximadament 16 minuts.

### 2n moviment Andante tranquillo
Fa major, temps de 4/4, forma tripartita ABA.
La flauta i el fagot introdueixen una melodia que suggereix un tema circular, el qual és posteriorment reprès per la secció de cordes. Progressivament, la textura musical s’enriqueix, arribant a un primer clímax abans de donar pas a la secció B. Aquí, el tempo disminueix lleugerament, aportant una atmosfera més serena però carregada de tensió. Els subtils increments de la veu interior destaquen com un dels trets característics d’aquest passatge. Amb el retorn del violí solista, reapareix la secció A, i la peça conclou de manera serena en fa major. La seva durada aproximada és de 9 minuts.

### 3r moviment Rapido
Scherzo en re major, temps de 3/8.
Scherzo a l'estil de Mendelssohn. El tema apareix al fagot enmig de passatges detallats i ritmes rítmics que apareixen a les fustes, les cordes i l'arpa. Hi ha parts on el temps doble i el triple ressonen alhora, i l'escriptura és complexa. La secció de trio és en re menor, tres quarts de temps, amb passatges de corda continus i una melodia que recorda un tema circular. Una forma de so corrent es transmet al fagot i a la flauta. La part de scherzo torna, i després de construir un clímax cridaner, es torna molt tranquil, i el clarinet s'afanya amb un passatge d'arpa per tancar la cançó. Temps d'actuació aproximadament 6 minuts.

### 4t moviment Andante faticoso e pesante - Movimento di marcia molto sostenuto
Una marxa en la menor (per ser exactes, la modalitat frigia amb la com a tònica), temps de 6/4 (la part principal és en temps 2/2) i una introducció.
Un tema circular comença a prendre forma quan el timbal interpreta la segona nota, mentre l’oboè i altres instruments de vent-fusta estableixen un diàleg. Les cordes s’incorporen, enriquint la textura musical. Després d’assolir un clímax, la música es calma, però el tempo aviat s’accelera i la viola introdueix el tema de la marxa. A la secció central, el ritme s’alenteix lleugerament a un compàs de 3/2, permetent que una nova melodia es fusioni amb el tema circular. La marxa retorna a la seva tonalitat original després de diverses modulacions. Després d’un clímax carregat de dramatismes, la música disminueix en intensitat i volum fins a la reaparició del tema circular, aquesta vegada en la major. La peça conclou amb serenor, tancant amb un acord de tònica major amb sisena afegida. Durada aproximada: 14 minuts.

## Enregistraments i registres d'actuació
Durant molt de temps, l'únic enregistrament disponible va ser una emissió de ràdio l'any 1940, però el 2017 es va publicar un nou enregistrament.
- Gaetano Comelli dirigeix l'Orquestra Simfònica de la Celebració del 2600 Aniversari (Nippon Columbia S3012) Aquest enregistrament va ser reeditat com a CD per la Rohm Music Foundation, i el maig de 2011, es va publicar a l'Orquestra Simfònica del 2600 Aniversari del segell Altus (Nippon Symphony Orchestra)3012. (inclòs a la col·lecció de cançons de celebració)
- Orquestra Simfònica Nacional de la RAI dirigida per Damian Iorio (Naxos 8.573613)

A més, des de la seva primera representació l'any 1940, hi ha hagut molt poques oportunitats de representar-lo.
- Hi ha un registre de la seva interpretació al 48è concert habitual de l'Orquestra Filharmònica de Tòquio el gener de 1959.
- El febrer de 2016, es va tornar a interpretar per primera vegada en un temps al 28è concert de l'Orquestra Nipponica dirigida per Kanako Abe.